# ديب مايند
ديب مايند (بالإنجليزية: DeepMind) هي شركة بريطانية للذكاء الصناعي، تأسست عام 2010 باسم (ديب مايند تكنولوجيز)، أعيد تسمية الشركة بعدما استحوذت عليها جوجل في 2014. أنشأت الشركة (برمجية شبكة عصبية) يمكنها تعلم كيفية لعب ألعاب الفيديو بطريقة مماثلة للإنسان. والشبكة العصبية التي قد تكون قادرة على الوصول إلى ذاكرة خارجية مثل آلة تورنغ المعروفة، مما جعل الكمبيوتر قادرا على محاكاة الذاكرة قصيرة المدى من الدماغ البشري. احتلت الشركة عناوين الصحف في 2016؛ عندما أعلن أن برنامج ألفا جو استطاع التغلب على لاعبين محترفين في لعبة جو.
قدمت ديب مايند مفهوم آلات تورينغ العصبية (Neural Turing Machines) وهي شبكات عصبية قادرة على الوصول إلى ذاكرة خارجية مثل آلة تورينغ التقليدية، مما أدى إلى تطوير حاسوب يشبه إلى حد ما آلية الذاكرة قصيرة المدى في الدماغ البشري.
أنشأت ديب مايند نماذج شبكات عصبية للعب ألعاب الفيديو وألعاب الطاولة. تصدرت الشركة العناوين في عام 2016 بعد أن تمكن برنامجها ألفا غو (AlphaGo) من هزيمة لاعب محترف في لعبة غو، لي سيدول (Lee Sedol)، وهو بطل عالمي، في مباراة من خمس جولات، والتي كانت موضوع فيلم وثائقي. وتمكن برنامج أكثر عمومية يُدعى ألفا زيرو (AlphaZero) من هزيمة أقوى البرامج المتخصصة في لعب غو والشطرنج وشوجي (الشطرنج الياباني) بعد بضعة أيام من اللعب ضد نفسه باستخدام التعلم المعزز.
في عام 2020، حققت ديب مايند تقدمًا كبيرًا في مشكلة طي البروتينات من خلال برنامج ألفا فولد (AlphaFold). في يوليو 2022، أُعلن عن إطلاق أكثر من 200 مليون بنية متوقعة للبروتينات، تمثل فعليًا جميع البروتينات المعروفة، على قاعدة بيانات ألفا فولد (AlphaFold database). حققت قاعدة بيانات ألفا فولد للتوقعات نتائج متقدمة على اختبارات المعايير المرجعية الخاصة بخوارزميات طي البروتينات، على الرغم من أن كل توقع فردي لا يزال بحاجة إلى تأكيد من خلال الاختبارات التجريبية.
وفي مايو 2024، أُطلق ألفا فولد 3 (AlphaFold3)، الذي قدم توقعات هيكلية لتفاعلات البروتينات مع جزيئات مختلفة. وقد رفع البرنامج معايير الدقة على العديد من الاختبارات المرجعية، حيث زادت دقة التوقعات من 28% و52% إلى 65% و76% على التوالي.

## التاريخ
أُسسَت شركة ديب مايند الناشئة بواسطة ديميس هاسابيس (Demis Hassabis)، شين ليغ (Shane Legg)، ومصطفى سليمان (Mustafa Suleyman) في نوفمبر 2010. التقى هاسابيس وليغ لأول مرة في وحدة غاتسبي لعلم الأعصاب الحسابي في كلية لندن الجامعية (UCL).
قال ديميس هاسابيس إن الشركة الناشئة بدأت العمل على تقنيات الذكاء الاصطناعي من خلال تعليمها كيفية لعب الألعاب القديمة من السبعينيات والثمانينيات من القرن المنصرم، التي تعتبر بدائية نسبيًا مقارنة بالألعاب المتاحة اليوم. ومن بين تلك الألعاب كانت «بريك آوت» (Breakout) و«بونغ» (Pong) و«غزاة الفضاء» (Space Invaders). قُدم الذكاء الاصطناعي إلى كل لعبة على حدة، دون أي معرفة سابقة بقوانينها. وبعد قضاء بعض الوقت في تعلم اللعبة، كان الذكاء الاصطناعي يصبح في النهاية خبيرًا فيها. «يقال إن العمليات الإدراكية التي يمر بها الذكاء الاصطناعي تشبه كثيرًا تلك التي قد يستخدمها إنسان لم يرَ اللعبة من قبل ليتمكن من فهمها ومحاولة إتقانها». وكان الهدف الأساسي للمؤسسين هو إنشاء ذكاء اصطناعي عام يمكن أن يكون مفيدًا وفعالًا في مجموعة واسعة من المجالات.
استثمرت شركات رأس المال المغامر الكبرى مثل «هورايزنز فينتشرز» (Horizons Ventures) و«فاوندرز فاند» (Founders Fund) في الشركة، بالإضافة إلى عدد من رواد الأعمال البارزين مثل سكوت بانستر (Scott Banister) وبيتر ثيل (Peter Thiel) وإيلون ماسك (Elon Musk). وكان جان تالين (Jaan Tallinn) مستثمرًا مبكرًا ومستشارًا للشركة. في 26 يناير 2014، أكدت جوجل استحواذها على ديب مايند مقابل مبلغ يُقال إنه يتراوح بين 400 مليون دولار و650 مليون دولار، وأعلنت عن اتفاقها للاستحواذ على «ديب مايند تكنولوجيز» (DeepMind Technologies). جاء هذا الاستحواذ بعد تقارير تفيد بأن فيسبوك قد أنهت مفاوضاتها مع ديب مايند في عام 2013. عقب عملية الاستحواذ، تم تغيير اسم الشركة إلى «جوجل ديب مايند» (Google DeepMind)، وظلت تحمل هذا الاسم لمدة تقارب العامين.
في عام 2014، حصلت ديب مايند على جائزة «شركة العام» من مختبر الحاسوب في جامعة كامبريدج (Cambridge Computer Laboratory).
في سبتمبر 2015، وقعت ديب مايند مع «الهيئة الملكية للمستشفى الوطني للخدمات الصحية» (Royal Free NHS Trust) اتفاقية أولية لتبادل المعلومات بهدف تطوير تطبيق لإدارة المهام السريرية، والذي أُطلق عليه اسم «ستريمز» (Streams).
بعد استحواذ جوجل، أنشأت الشركة مجلسًا للأخلاقيات في مجال الذكاء الاصطناعي. يظل هذا المجلس لغزًا، حيث رفضت كل من جوجل وديب مايند الكشف عن أعضاء المجلس. وقد أنشأت ديب مايند وحدة جديدة تُسمى «ديب مايند للأخلاقيات والمجتمع»، وتركز على القضايا الأخلاقية والمجتمعية التي يثيرها الذكاء الاصطناعي، مع الفيلسوف البارز نيك بوستروم بصفة مستشار. في أكتوبر 2017، أطلقت ديب مايند فريقًا بحثيًا جديدًا للتحقيق في أخلاقيات الذكاء الاصطناعي.
في ديسمبر 2019، أعلن مصطفى سليمان، أحد المؤسسين، عن مغادرته ديب مايند للانضمام إلى جوجل للعمل في دور مرتبط بالسياسات. وفي مارس 2024، عينته مايكروسوفت نائبًا للرئيس التنفيذي والرئيس التنفيذي لوحدة الذكاء الاصطناعي للمستهلكين الجديدة، مايكروسوفت إيه آي.
وفي أبريل 2023، اندمجت ديب مايند مع قسم جوجل إيه آي (Google Brain) لتشكيل جوجل ديب مايند، وذلك في إطار جهود الشركة المستمرة لتسريع العمل في مجال الذكاء الاصطناعي استجابة لـ ChatGPT من OpenAI. وقد مثل هذا الحدث نهاية لصراع طويل استمر لسنوات بين كبار التنفيذيين في ديب مايند للحصول على مزيد من الاستقلالية عن جوجل.

## وصلات خارجية
- الموقع الرسمي